# Morti nel 1999/Dicembre
| Questa pagina contiene informazioni ricavate automaticamente dalle voci biografiche con l'ausilio del template Bio e di un bot. L'aggiornamento è periodico e automatico e ricostruisce completamente la pagina. Se manca una persona in questa lista, sei pregato di non aggiungerla, ma accertati piuttosto che la sua voce biografica contenga il template Bio e che i dati anagrafici siano correttamente compilati. Se il template Bio manca, inseriscilo tu stesso o, in alternativa, metti l'avviso {{tmp\|Bio}} che ne segnala la mancanza. Se i dati riportati sono sbagliati, correggi direttamente la voce biografica; le modifiche saranno visibili in questa lista entro pochi giorni. Per chiarimenti vedi il progetto biografie. La lista contiene solo le 159 persone che sono citate nell'enciclopedia e per le quali è stato implementato correttamente il template Bio. Pagina aggiornata al 10 ago 2025. |

- 1º dicembre - Fritz Fischer, giornalista tedesco (n. 1908)
- 1º dicembre - Luigi Granelli, politico italiano (n. 1929)
- 1º dicembre - Marilyn Harris, attrice statunitense (n. 1924)
- 1º dicembre - Gavino Tilocca, scultore, ceramista e pittore italiano (n. 1911)
- 2 dicembre - Charlie Byrd, chitarrista statunitense (n. 1925)
- 2 dicembre - Giorgio Cristallini, regista e sceneggiatore italiano (n. 1921)
- 2 dicembre - Pop Gates, cestista e allenatore di pallacanestro statunitense (n. 1917)
- 2 dicembre - Vladimir Kravcov, pallamanista sovietico (n. 1949)
- 2 dicembre - Ethelmary Oakland, attrice statunitense (n. 1909)
- 2 dicembre - Angelo Raffaele Sodano, filologo classico italiano (n. 1924)
- 2 dicembre - Egidio Sulotto, partigiano, politico e sindacalista italiano (n. 1908)
- 3 dicembre - John Archer, attore statunitense (n. 1915)
- 3 dicembre - Enrique Cadícamo, poeta e scrittore argentino (n. 1900)
- 3 dicembre - Pasquale Falqui, farmacista e imprenditore italiano (n. 1902)
- 3 dicembre - Anne Francine, attrice statunitense (n. 1917)
- 3 dicembre - Madeline Kahn, attrice e soprano statunitense (n. 1942)
- 3 dicembre - Boris Kuznecov, calciatore sovietico (n. 1928)
- 3 dicembre - Scatman John, cantautore, pianista e rapper statunitense (n. 1942)
- 3 dicembre - Edmond Safra, banchiere e filantropo brasiliano (n. 1932)
- 3 dicembre - Walter Schleger, calciatore austriaco (n. 1929)
- 4 dicembre - Umberto Bisi, partigiano e politico italiano (n. 1923)
- 4 dicembre - Hans Günther Aach, botanico tedesco (n. 1919)
- 4 dicembre - Nilde Iotti, politica e partigiana italiana (n. 1920)
- 4 dicembre - Susan Partridge, tennista britannica (n. 1930)
- 4 dicembre - Leighton Durham Reynolds, filologo classico e latinista britannico (n. 1930)
- 4 dicembre - Edward Vesala, batterista finlandese (n. 1945)
- 4 dicembre - Alick Donald Walker, paleontologo britannico (n. 1925)
- 5 dicembre - Claude Ballot-Léna, pilota automobilistico francese (n. 1936)
- 5 dicembre - Nathan Jacobson, matematico statunitense (n. 1910)
- 5 dicembre - Edoardo Martino, politico italiano (n. 1910)
- 5 dicembre - Masaru Satō, compositore giapponese (n. 1928)
- 5 dicembre - Bob Templeton, rugbista a 15, allenatore di rugby a 15 e dirigente sportivo australiano (n. 1932)
- 6 dicembre - Vincenzo Castellano, calciatore italiano (n. 1924)
- 6 dicembre - Gwyn Jones, storico gallese (n. 1907)
- 7 dicembre - Carmelo Azzarà, politico italiano (n. 1935)
- 7 dicembre - Kenny Baker, trombettista e compositore britannico (n. 1921)
- 7 dicembre - Mirto Davoine, calciatore uruguaiano (n. 1933)
- 7 dicembre - Francesco Dulbecco, politico italiano (n. 1920)
- 7 dicembre - Darling Légitimus, attrice e cantautrice francese (n. 1907)
- 7 dicembre - Alfons Moog, calciatore tedesco (n. 1915)
- 8 dicembre - Antônio Dias dos Santos, calciatore brasiliano (n. 1948)
- 8 dicembre - Jacob Edelist, cestista israeliano (n. 1937)
- 8 dicembre - Ange Le Strat, ciclista su strada francese (n. 1918)
- 8 dicembre - Pupella Maggio, attrice italiana (n. 1910)
- 8 dicembre - Kjell Moe, calciatore norvegese (n. 1909)
- 8 dicembre - Richard Powell, scrittore, giornalista e pubblicitario statunitense (n. 1908)
- 8 dicembre - Antonio Ravel, giornalista italiano (n. 1923)
- 8 dicembre - Néstor Togneri, calciatore argentino (n. 1942)
- 8 dicembre - Mogens von Haven, fotografo danese (n. 1917)
- 9 dicembre - Angelo Brigada, compositore, paroliere e direttore d'orchestra italiano (n. 1912)
- 9 dicembre - František Ipser, calciatore cecoslovacco (n. 1927)
- 9 dicembre - Jakov Ryl'skij, schermidore sovietico (n. 1925)
- 10 dicembre - Alessandro Agrimi, avvocato e politico italiano (n. 1923)
- 10 dicembre - Rick Danko, bassista e cantante canadese (n. 1943)
- 10 dicembre - Pietro De Vico, attore italiano (n. 1911)
- 10 dicembre - Guido Farina, compositore italiano (n. 1903)
- 10 dicembre - Jean-Claude Michel, attore e doppiatore francese (n. 1925)
- 10 dicembre - Rinaldo Pigola, pittore e scultore italiano (n. 1918)
- 10 dicembre - Niccolò Tucci, scrittore e giornalista italiano (n. 1908)
- 10 dicembre - Franjo Tuđman, politico e militare croato (n. 1922)
- 11 dicembre - Paola Bernardi, musicologa e clavicembalista italiana (n. 1930)
- 11 dicembre - Enrica Follieri, filologa, bizantinista e paleografa italiana (n. 1926)
- 11 dicembre - Heinz Schürmann, presbitero e teologo tedesco (n. 1913)
- 11 dicembre - Joseph Marie Vũ Duy Nhất, vescovo cattolico vietnamita (n. 1911)
- 12 dicembre - Maria Pia Arcangeli, attrice teatrale e cantante italiana (n. 1918)
- 12 dicembre - Huelet Benner, tiratore a segno statunitense (n. 1917)
- 12 dicembre - Paul Cadmus, artista statunitense (n. 1904)
- 12 dicembre - Stane Dolanc, politico jugoslavo (n. 1925)
- 12 dicembre - Vadim Guljaev, pallanuotista sovietico (n. 1941)
- 12 dicembre - Joseph Heller, scrittore, commediografo e sceneggiatore statunitense (n. 1923)
- 12 dicembre - Ladislav Józsa, calciatore cecoslovacco (n. 1948)
- 12 dicembre - Juan José Mieza, calciatore spagnolo (n. 1915)
- 12 dicembre - Luciano Sada, cabarettista e cantante italiano (n. 1929)
- 13 dicembre - Donatella Bardi, cantante e attrice italiana (n. 1954)
- 13 dicembre - Marcello Casco, scrittore, attore e regista italiano (n. 1936)
- 13 dicembre - Tarmo Uusivirta, pugile finlandese (n. 1957)
- 14 dicembre - Georges Aeby, calciatore svizzero (n. 1913)
- 14 dicembre - Gré Brouwenstijn, soprano olandese (n. 1915)
- 14 dicembre - Sándor Holczreiter, sollevatore ungherese (n. 1946)
- 14 dicembre - Enea Selis, arcivescovo cattolico italiano (n. 1910)
- 15 dicembre - Angelo Gibertoni, calciatore italiano (n. 1912)
- 15 dicembre - Henri Lesmayoux, cestista francese (n. 1913)
- 15 dicembre - León Martinetti, cestista argentino (n. 1926)
- 15 dicembre - Carlo Migliardi, architetto, designer e urbanista italiano (n. 1916)
- 17 dicembre - Rex Allen, attore e cantante statunitense (n. 1920)
- 17 dicembre - Paolo Dezza, cardinale italiano (n. 1901)
- 17 dicembre - Angelo Mercuriali, tenore italiano (n. 1909)
- 17 dicembre - Jürgen Kurt Moser, matematico tedesco (n. 1928)
- 17 dicembre - Nguyen Van Nghi, medico, scrittore e traduttore vietnamita (n. 1909)
- 17 dicembre - C. Vann Woodward, storico statunitense (n. 1908)
- 17 dicembre - Grover Washington Jr., sassofonista statunitense (n. 1943)
- 18 dicembre - Þórólfur Beck, calciatore e allenatore di calcio islandese (n. 1940)
- 18 dicembre - Robert Bresson, regista e sceneggiatore francese (n. 1907)
- 18 dicembre - Luigi Dardani, vescovo cattolico italiano (n. 1915)
- 18 dicembre - Joe Higgs, cantante e chitarrista giamaicano (n. 1940)
- 18 dicembre - Francesco Malfatti di Montetretto, diplomatico, partigiano e agente segreto italiano (n. 1920)
- 18 dicembre - Dennis William Sciama, fisico britannico (n. 1926)
- 18 dicembre - Benito Stefanelli, attore e stuntman italiano (n. 1928)
- 18 dicembre - Bertha Swirles, fisica britannica (n. 1903)
- 19 dicembre - Giacomo Colussi, imprenditore italiano (n. 1914)
- 19 dicembre - Edmondo Vitali, calciatore italiano (n. 1913)
- 19 dicembre - Desmond Llewelyn, attore gallese (n. 1914)
- 20 dicembre - Giorgio Ansoldi, regista italiano (n. 1913)
- 20 dicembre - Giulio Colombi, calciatore italiano (n. 1916)
- 20 dicembre - Riccardo Freda, regista e sceneggiatore italiano (n. 1909)
- 20 dicembre - Carin Nilsson, nuotatrice svedese (n. 1904)
- 20 dicembre - Flavien Ranaivo, poeta e scrittore malgascio (n. 1914)
- 20 dicembre - Irving Rapper, regista britannico (n. 1898)
- 20 dicembre - Hank Snow, cantautore e musicista canadese (n. 1914)
- 21 dicembre - Alessandro Niccoli, politico italiano (n. 1916)
- 22 dicembre - Åke Hjalmarsson, calciatore svedese (n. 1922)
- 22 dicembre - Tamara Lees, attrice britannica (n. 1924)
- 23 dicembre - Francesco Carbone, antropologo, critico d'arte e pittore italiano (n. 1923)
- 23 dicembre - Martin Charteris, barone Charteris di Amisfield, ufficiale scozzese (n. 1913)
- 23 dicembre - Wallace Diestelmeyer, pattinatore artistico su ghiaccio canadese (n. 1926)
- 23 dicembre - Silvio Gava, sindacalista e politico italiano (n. 1901)
- 23 dicembre - Lois Hamilton, modella e attrice statunitense (n. 1943)
- 23 dicembre - Vladimir Kondrašin, allenatore di pallacanestro sovietico (n. 1929)
- 23 dicembre - Enrico Ravaglia, cestista italiano (n. 1976)
- 24 dicembre - Bill Bowerman, allenatore di atletica leggera e imprenditore statunitense (n. 1911)
- 24 dicembre - Reggie Carter, cestista statunitense (n. 1957)
- 24 dicembre - Maurice Couve de Murville, funzionario, diplomatico e politico francese (n. 1907)
- 24 dicembre - Tito Guízar, attore, cantante e tenore messicano (n. 1908)
- 24 dicembre - Irenio Jara, calciatore cileno (n. 1929)
- 24 dicembre - Matéo Maximoff, scrittore francese (n. 1917)
- 24 dicembre - Alf Noble, calciatore inglese (n. 1924)
- 24 dicembre - João Figueiredo, generale e politico brasiliano (n. 1918)
- 24 dicembre - Antonio Raquiza, politico filippino (n. 1908)
- 24 dicembre - Grete Stern, fotografa tedesca (n. 1904)
- 24 dicembre - Kenji Sugawara, attore cinematografico e attore televisivo giapponese (n. 1926)
- 25 dicembre - Rafael Barretto, cestista filippino (n. 1931)
- 25 dicembre - Arne Ileby, calciatore norvegese (n. 1913)
- 25 dicembre - Peter Jeffrey, attore britannico (n. 1929)
- 25 dicembre - Ferdinando Marinelli, avvocato e politico italiano (n. 1924)
- 25 dicembre - Zully Moreno, attrice argentina (n. 1920)
- 26 dicembre - David Duncan, scrittore e sceneggiatore statunitense (n. 1913)
- 26 dicembre - Curtis Mayfield, cantante, chitarrista e compositore statunitense (n. 1942)
- 26 dicembre - Shankar Dayal Sharma, politico indiano (n. 1918)
- 27 dicembre - Pierre Clémenti, attore e regista francese (n. 1942)
- 27 dicembre - Heinz Fröhlich, calciatore tedesco orientale (n. 1926)
- 27 dicembre - Michael McDowell, scrittore e sceneggiatore statunitense (n. 1950)
- 27 dicembre - Horst Matthai Quelle, filosofo tedesco (n. 1912)
- 28 dicembre - Franco Castellano, regista e sceneggiatore italiano (n. 1925)
- 28 dicembre - Fred Draper, attore statunitense (n. 1923)
- 28 dicembre - Louisette Malherbaud, schermitrice francese (n. 1917)
- 29 dicembre - Giuseppe Ballerio, calciatore italiano (n. 1909)
- 29 dicembre - Giuseppe Nenci, storico, filologo classico e archeologo italiano (n. 1924)
- 29 dicembre - José Cláudio dos Reis, dirigente sportivo brasiliano (n. 1939)
- 30 dicembre - Tom Aherne, calciatore irlandese (n. 1919)
- 30 dicembre - Anna Fehér, ginnasta ungherese (n. 1921)
- 30 dicembre - Sarah Knauss, supercentenaria statunitense (n. 1880)
- 30 dicembre - Fritz Leonhardt, ingegnere tedesco (n. 1909)
- 30 dicembre - Claude Venard, pittore francese (n. 1913)
- 31 dicembre - Carlo Cassola, doppiatore italiano (n. 1911)
- 31 dicembre - Roger Lécureux, fumettista francese (n. 1925)
- 31 dicembre - Elliot Richardson, politico e avvocato statunitense (n. 1920)
- 31 dicembre - Angelo Scapin, calciatore italiano (n. 1914)
- 31 dicembre - Bruno Siclari, magistrato italiano (n. 1925)
- 31 dicembre - Paolo Zannella, poeta italiano (n. 1923)